# Ignacio Tankel
Ignacio Tankel cuyo verdadero nombre era  Ignacio Tankelevich  ( Buenos Aires, Argentina, 1912  - misma ciudad, 30 de junio de 1984) fue un director de cine que se caracterizó por las producciones de cine independiente que llevó a cabo en la ciudad de Chivilcoy, Argentina.

## Carrera profesional
Se radicó en la ciudad de Chivilcoy, en la provincia de Buenos Aires hacia el año 1939 y abrió un local de fotografía sobre la avenida Soarez, que pronto se acreditó.
En 1945 realizó el filme documental Chivilcoy, la Perla del Oeste ; emplazó un estudio cinematográfico, en las instalaciones del Prado Español, ubicado en la avenida Güemes, donde entre agosto y diciembre de 1946 filmó la película La sombra del pasado , que se estrenó en el cine Metropol, de Chivilcoy, el 25 de mayo de 1947. En el guion colaboró Julio Cortázar, que entre 1939 y 1944 había vivido en esa ciudad y por entonces un profesor de literatura de la Escuela Normal y asiduo concurrente a las reuniones de amigos que se hacían en el local del fotógrafo; esa fue la primera y única participación de Cortázar en un texto cinematográfico. Muchos de los actores de este filme estaban radicados en la misma ciudad. 
En 1949 dirigió La tierra será nuestra, un filme sobre las adversidades de un chacarero por la propiedad de la tierra que finaliza con un elogio al gobierno peronista. En 1956 dirigió Prohibido para menores y en 1968, Las ruteras, cuyo personaje es, en realidad, un camionero y no las mujeres aludidas en el título. Su último filme fue Las dos culpas de Betina en 1973, que al igual que los anteriores fue objeto de malas críticas.

## Homenaje, fallecimiento y película documental
El 27 de agosto de 1983 se le realizó en Chivilcoy un homenaje organizado por la Asociación de Cine Amateur de Chivilcoy (A.D.E.C.A.) y el 30 de junio de 1984 falleció en Buenos Aires.
Gerardo Panero dirigió el filme documental estrenado en 2004, Buscando la sombra del pasado , que se refiere a algunos aspectos de la filmación de la película La sombra del pasado.

## Filmografía

### Director
- Las dos culpas de Betina (1973)
- Las ruteras (1968)
- Prohibido para menores (1956)
- La tierra será nuestra (1949)
- La sombra del pasado (1947)

### Producción
- Las dos culpas de Betina (1973)
- Las ruteras (1968)

### Guionista
- Las dos culpas de Betina (1973)
- Las ruteras (1968)

### Fotografía
- Las ruteras (1968)
- La tierra será nuestra (1949)